# 1611
1611 (MDCXI) byl rok, který dle gregoriánského kalendáře započal sobotou.

## Události
- V Londýně vznikl první sbor baptistů.
- Do českých zemí vpadli pasovští.
- Vymřel rod pánů z Rožmberka.

### Probíhající události
- 1568–1648 – Nizozemská revoluce
- 1568–1648 – Osmdesátiletá válka
- 1600–1611 – Polsko-švédská válka
- 1609–1618 – Rusko-polská válka

## Narození

### Česko
- 11. dubna – Jiří Pfefferkorn, jezuita a superior na Svaté Hoře († 20. července 1665)
- 13. listopadu – Vavřinec Scipio, 33. opat cisterciáckého kláštera v Oseku u Duchcova († 17. července 1691)
- neznámé datum
  - Zdeněk Kašpar Kaplíř ze Sulevic, český šlechtic a vojevůdce († 6. října 1686)
  - Kryštof Karel Šlik, šlechtic († 1633)

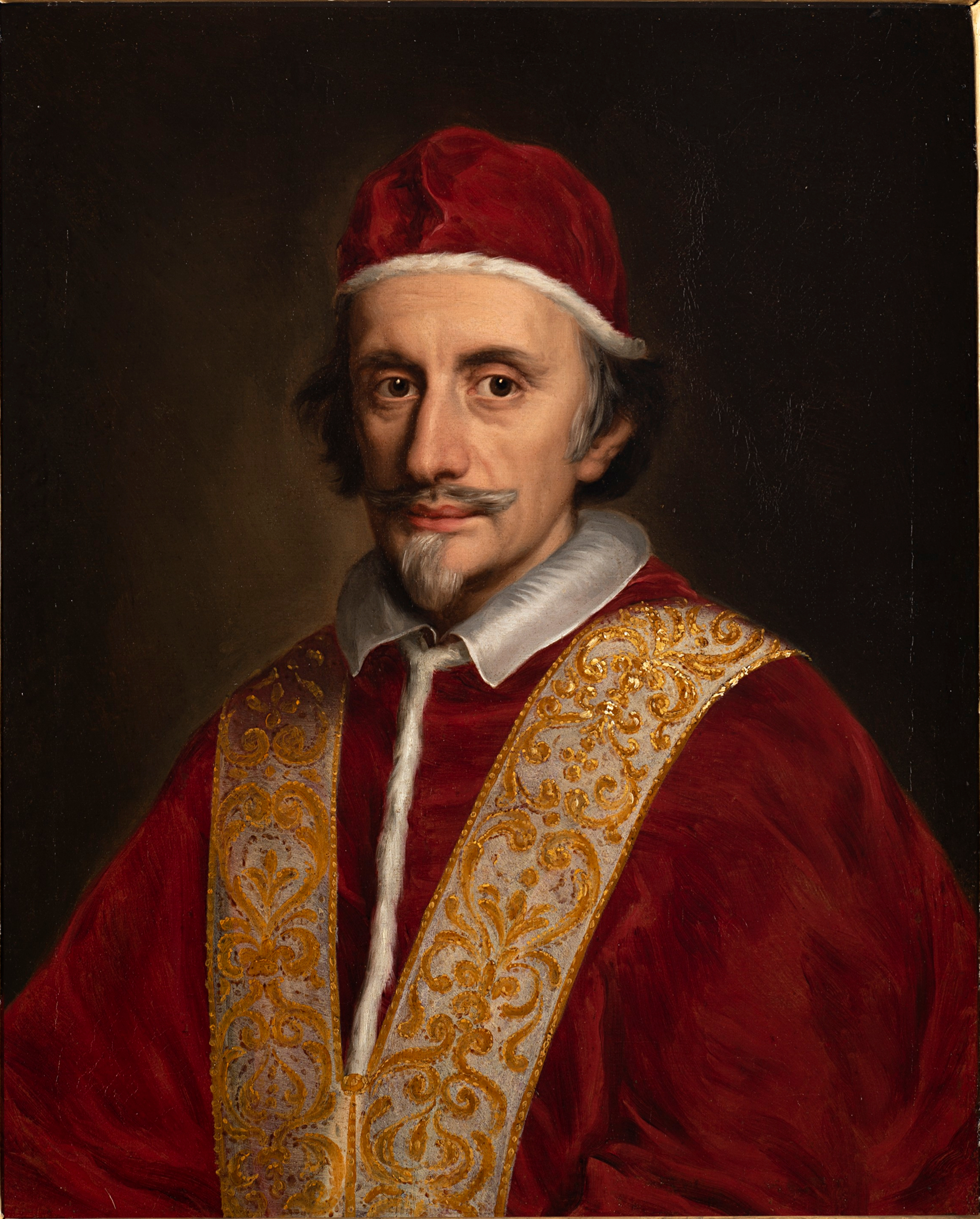
Papež Inocenc XI. (* 16. května)

#### Svět
- 06. ledna – Čchung-čen čínský císař († 25. dubna 1644)
- 28. ledna – Johannes Hevelius, gdaňský astronom († 28. ledna 1687)
- 15. března – Jan Fyt, vlámský barokní malíř a kreslíř († 11. září 1661)
- 25. března – Evlija Čelebi, osmanský cestovatel († 1682)
- 11. dubna – Karel Eusebius z Lichtenštejna, hlava rodu Lichtenštejnů v letech 1627–1684 († 5. dubna 1684)
- 04. května – Carlo Rainaldi, italský architekt († 8. února 1691)
- 16. května – Inocenc XI., papež († 12. srpna 1689)
- 16. července – Cecílie Renata Habsburská, polská královna, manželka polského krále Vladislava IV. Vasy († 24. března 1644)
- 18. srpna – Ludovika Marie Gonzagová, polská královna, manželka dvou polských králů († 10. května 1667)
- 21. srpna – Parhez Banu Begum, nejstarší dcera mughalského císaře Šáhdžahána († cca 1675)
- 11. září – Henri de la Tour d'Auvergne, francouzský maršál († 27. července 1675)
- 03. října – Giovanni Salvatore, italský hudební skladatel, varhaník a pedagog († ? 1688)
- 03. listopadu – Toussaint Rose, francouzský právník († 6. ledna 1701)
- 01. prosince – Nikolaus von Avancini, italský kněz a básník († 6. prosince 1686)
- neznámé datum
  - hrabě d'Artagnan kapitán mušketýrů krále Ludvíka XIV. († 1673)
  - Mary Dyerová, významná anglická kvakerka († 1. června 1660)
  - Robert Leighton, duchovní Skotské církve († 25. června 1684)
  - Hendrick Cornelisz Schaep, nizozemský mořeplavec († 1647)
  - Willem Piso, nizozemský lékař a botanik († 26. listopadu 1678)
  - Hieronymus Francken III, vlámský barokní malíř († 1671)
  - Safí I., perský šáh († 12. května 1642)

## Úmrtí
Česko
- 31. ledna – Šimon Plachý z Třebnice, městský písař v Českých Budějovicích (* po 1586)
- 16. února – Jaroslav II. Smiřický ze Smiřic, český šlechtic a hejtman Kouřimského kraje (* 1588)
- 02. září – Matyáš Gryll z Gryllova, humanistický básník a žatecký městský písař (* 1551)
- 11. září – Viktorin ze Žerotína, moravský šlechtic a politik (* 1570)
- 06. listopadu – Petr Vok z Rožmberka, český šlechtic (* 1. října 1539)

Svět

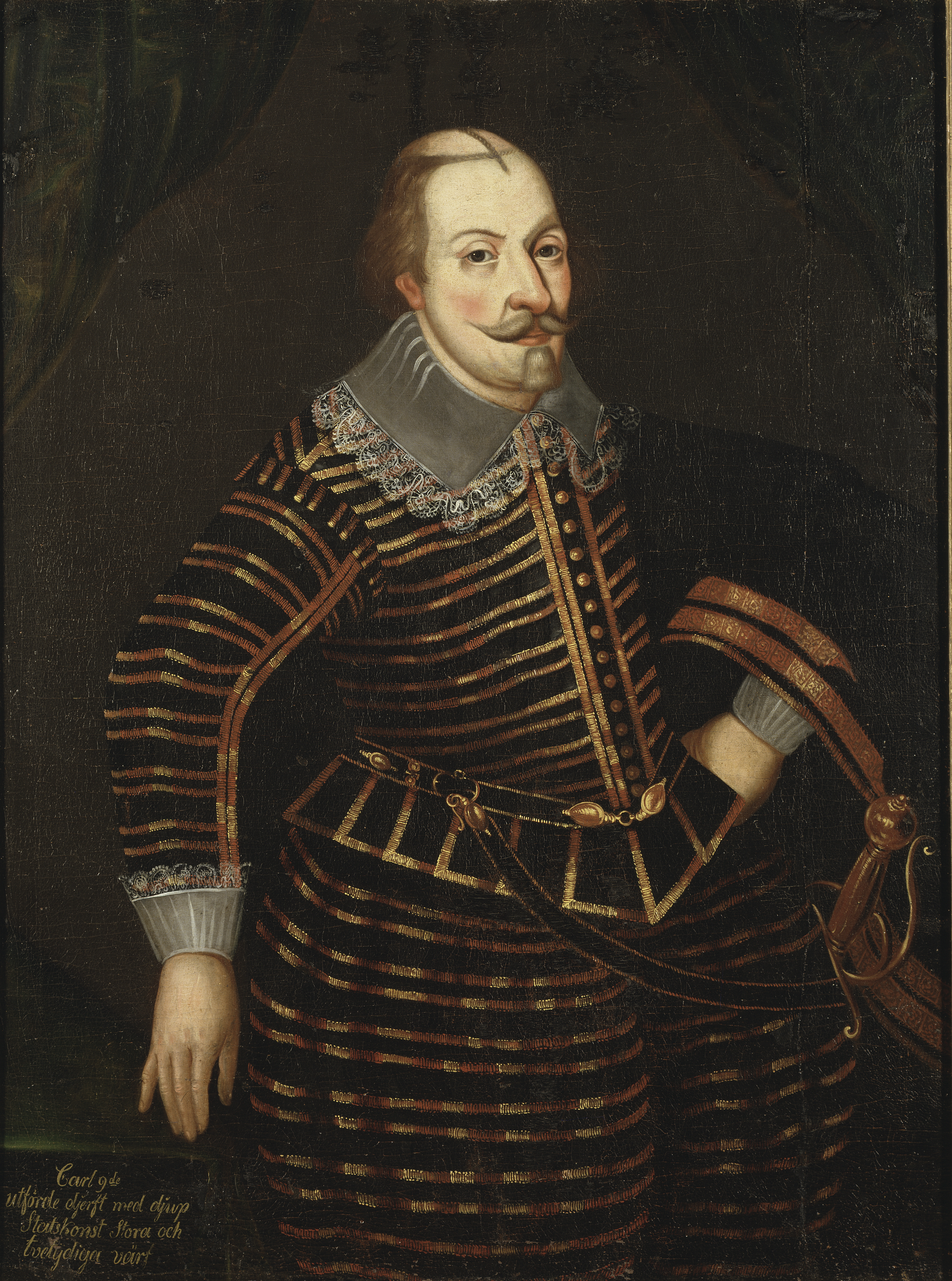
Karel IX. Švédský († 30. října)

- 20. ledna – George Home, 1. hrabě z Dunbaru, skotský politik a šlechtic (* kolem 1556)
- 23. března – Johann Siebmacher, německý malíř erbů, mědirytec, grafik (* 1561)
- 19. května – Ču Caj-jü, čínský aristokrat z dynastie Ming a hudebník (* 1536)
- 27. června – Bartholomeus Spranger, vlámský manýristický malíř (* 21. března 1546)
- 27. srpna – Tomás Luis de Victoria, španělský hudební skladatel (* 1548)
- 08. září – Carlo Gesualdo, italský renesanční šlechtic, hudebník a skladatel (* 8. března 1566)
- 09. září – Eleonora Medicejská, vévodkyně z Mantovy a Montferratu (* 28. února 1567)
- 27. září – pohřben Bartholomeus Spranger, antverpský obchodník a nejvlivnější osobnost dvora císaře Rudolfa II. (* 21. března 1546)
- 03. října – Markéta Habsburská, manželka Filipa III. Španělského, španělská, portugalská, neapolská a sicilská královna (* 25. prosince 1584)
- 04. října – Karel II. Lotrinský, velitel Katolické ligy (* 26. března 1554)
- 18. října – Paní Wang, jedna z konkubín čínského císaře Wan-liho (* 27. února 1565)
- 30. října – Karel IX. Švédský, švédský král (* 4. října 1550)
- 17. listopadu – Mikuláš Jindřich, vévoda Orleánský, syn francouzského krále Jindřicha IV. (* 16. dubna 1607)
- neznámé datum
  - Camillo Mariani, italský barokní sochař (* 1565)
  - Henry Hudson, anglický mořeplavec (* 12. září 1570)
  - Wang Si-ťüe, čínský politik (* 1534)

## Hlavy států
- Anglie – Jakub I. Stuart (1603–1625)
- Francie – Ludvík XIII. (1610–1643)
- Habsburská monarchie – Rudolf II. (1576–1612)
- Morava – Karel starší ze Žerotína
- Osmanská říše – Ahmed I. (1603–1617)
- Polsko-litevská unie – Zikmund III. Vasa (1587–1632)
- Rusko – Vladislav IV. Vasa (1610–1613)
- Španělsko – Filip III. (1598–1621)
- Švédsko – Karel IX. (1599–1611) / Gustav II. Adolf (1611–1632)
- Papež – Pavel V. (1605–1621)
- Perská říše – Abbás I. Veliký